# エサペッカ・ラッピ
エサペッカ・ラッピ（Esapekka Lappi、1991年1月17日 - ）は、フィンランド・ピエクサマキ (Pieksämäki) 出身のラリードライバー。2012年フィンランド国内ラリーチャンピオン、2014年ヨーロッパラリー選手権（ERC）チャンピオン、2016年WRC2チャンピオン。現在はヒョンデ・シェル・モービス WRTのドライバーとして世界ラリー選手権（WRC）に参戦している。

## 経歴

### 初期の活動

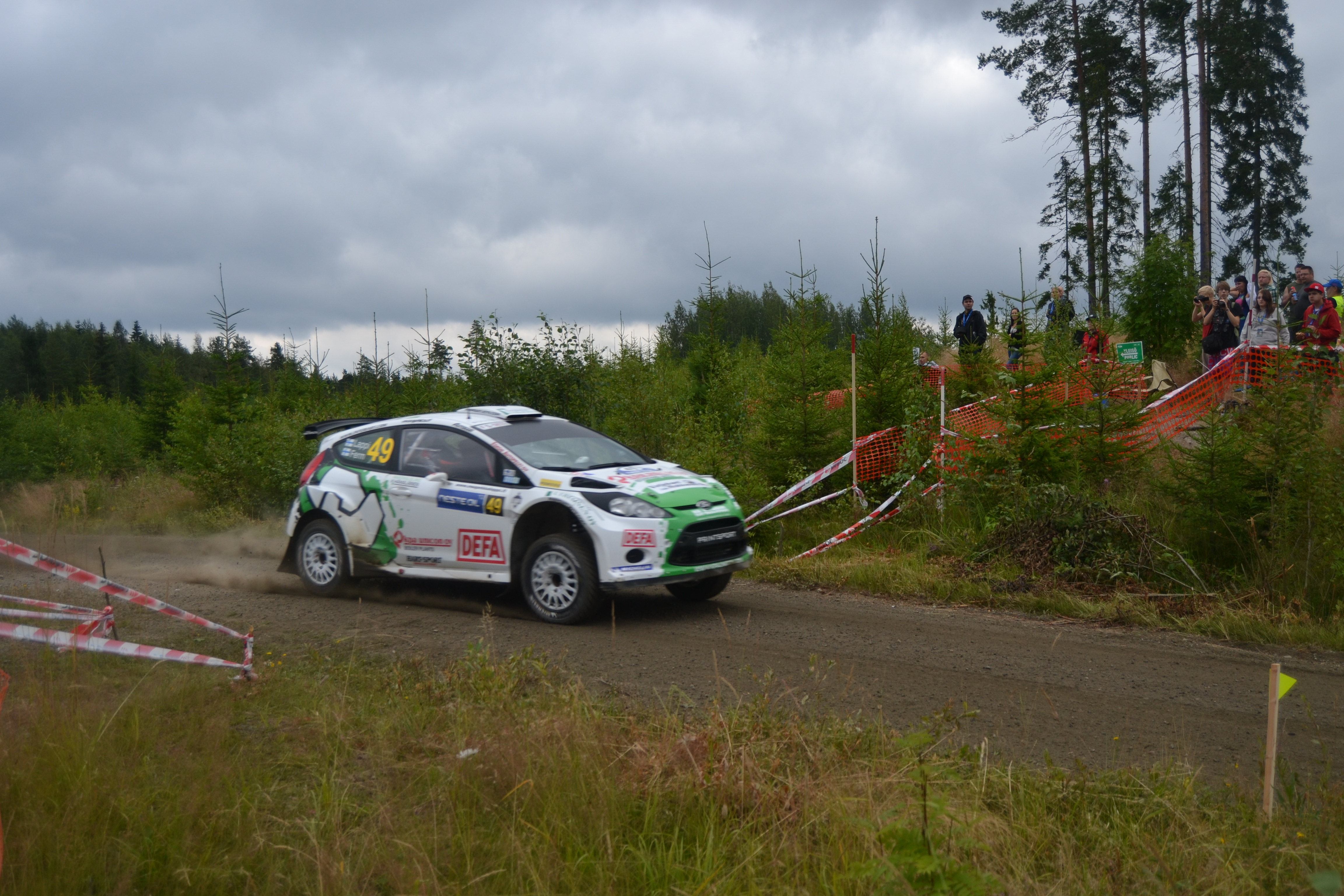
2012年ラリー・フィンランド

ラッピは6歳の頃からレーシングカートに乗り、F1ドライバーを目指していた。2007年にはカートのフィンランド選手権を制覇するが、ジュニア・フォーミュラへステップアップするための資金が足りず、ラリー競技へ転向する。
2009年にホンダ・シビック Type Rを駆り、本格的にラリーに参戦。2011年よりコ・ドライバーのヤンネ・フェルムとコンビを組み、シトロエン・C2 R2を駆りラリー・フィンランドでWRCデビューを果たす。この年末にイーブン・マネージメントと契約したことがキャリアの転機となる。
2012年はフォード・フィエスタ S2000を駆り、7戦全勝でフィンランドラリー選手権のチャンピオンとなる。また同車でラリー・フィンランドに、C2 R2でラリー・ドイチュラントにもスポット参戦した。同年10月にはチェコの名門シュコダ・モータースポーツと契約し、同年のERCラリー・ポーランドで初参戦初優勝を飾る。

### シュコダ

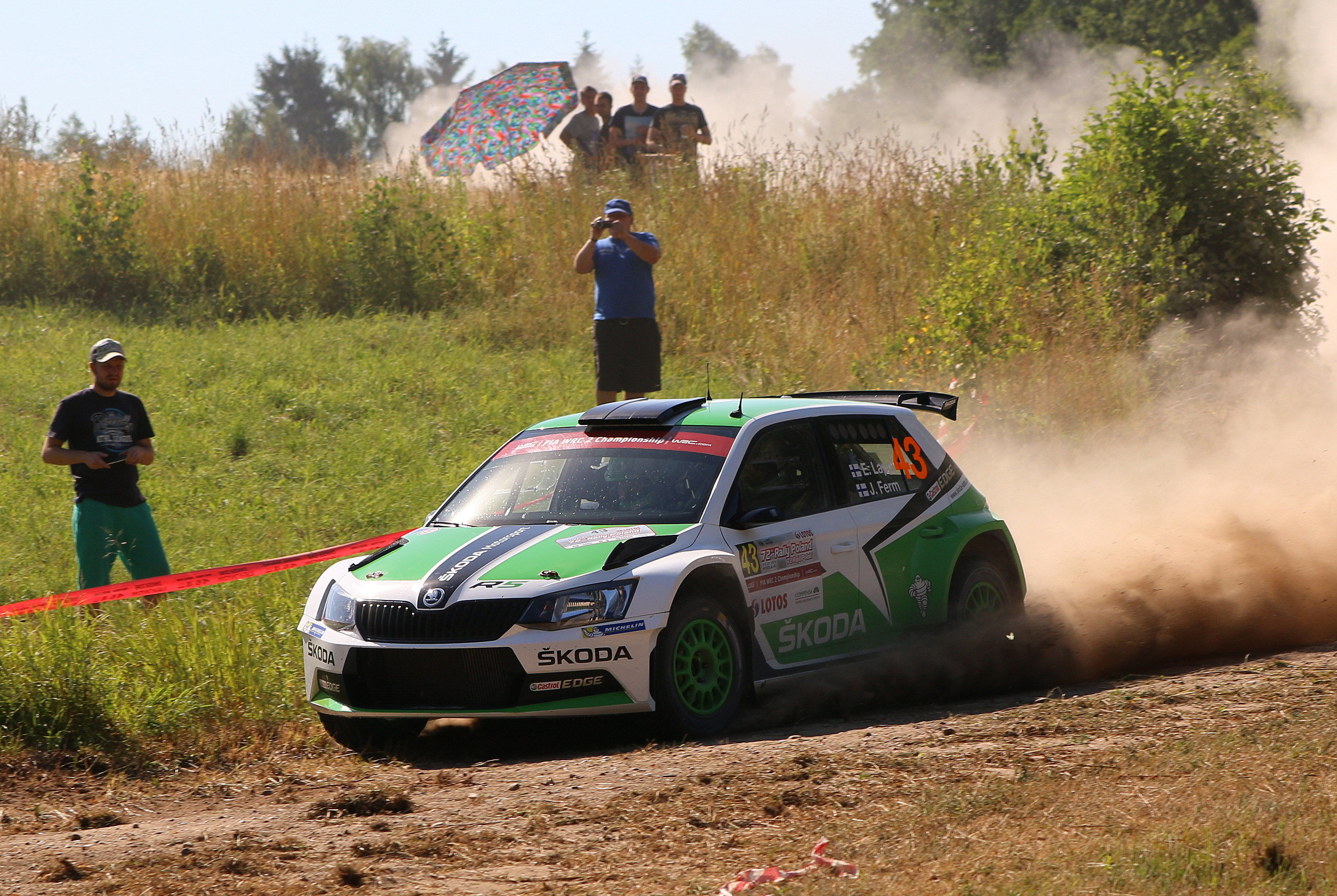
シュコダ・ファビアR5を駆るラッピ（2015年ラリー・ポーランド）

2013年はシュコダのワークスドライバーとしてシュコダ・ファビアS2000を運転し、国際的な舞台で活躍を始めた。アジアパシフィックラリー選手権（APRC）にチームMRFからフル参戦し、6戦中3勝を挙げ、チームメイトに次ぐ年間総合2位を獲得。第5戦ラリー北海道に出場するため来日している。ERCとWRC2にもシュコダ・モータースポーツからスポット参戦し、ERCでは1勝を挙げ年間総合5位。WRC2ではラリー・ポルトガルで勝利した上WRCの総合ポイント（1pt）も初めて獲得した。
2014年はERCに参戦し、出場8戦中3勝を挙げてチャンピオンを獲得した。
2015年はマシンをファビアR5に変更。WRC2ではポーランドとフィンランドで勝利し、年間総合3位で終えた。フィンランドでは総合8位に入り、WRCでの自己最上位を更新した。
2016年はWRC2に参戦。シーズン序盤は不振だったが後半に調子を上げ、フィンランド、ドイツ、イギリス、最終戦オーストラリアと4連勝して逆転でチャンピオンを獲得した。

### トヨタ

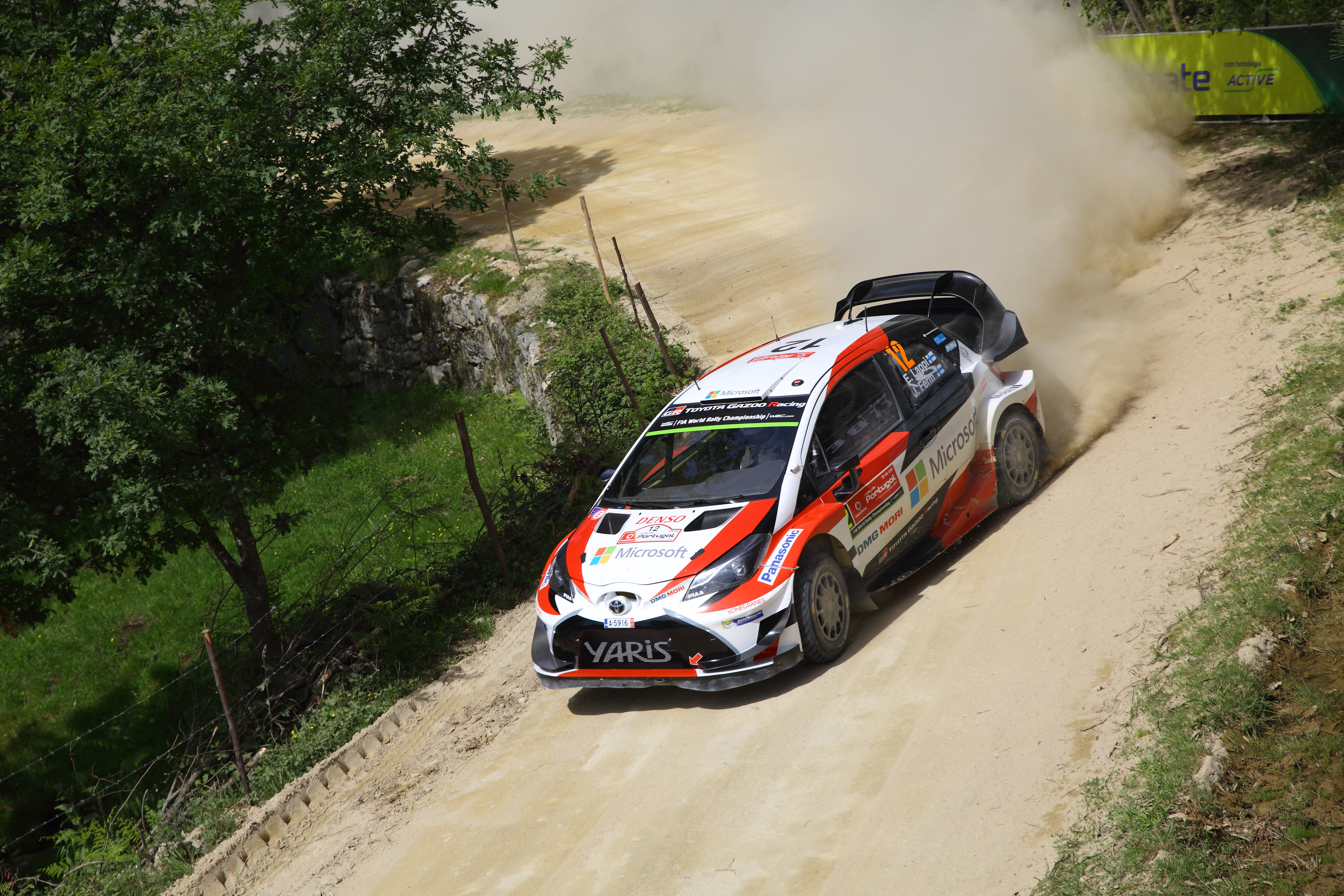
トヨタ・ヤリスWRCを駆るラッピ（2017年ラリー・ポルトガル）

2017年は4年半在籍したシュコダを離れ、19年ぶりにWRCに復帰するトヨタと契約。TOYOTA GAZOO Racing WRTのテストドライバーとしてチームに帯同し、WRC第6戦ラリー・ポルトガルからサードドライバーとしてヤリスWRCを駆る。WRカー参戦2戦目のイタリアではパワーステージを含め6つのSSウィンを記録。地元ラリー・フィンランドではWRC初優勝を飾った。首位を争っていたラトバラのマシントラブルによる決着とはいえ、デビューわずか4戦目での優勝は衝撃的であった。
2018年も引き続きトヨタから参戦。初のフル参戦となったこの年は優勝こそなかったが、3度3位表彰台に登るなど安定した成績を残し、タナクとラトバラに次ぐ年間5位を獲得。復帰2年目でのトヨタのマニュファクチャラーズタイトル獲得に貢献した。しかし経験豊富なチームメイトたちに比べると新パーツの優先度が低かったことへのわずかな不満と将来のキャリアへの不安を感じており、そこにシトロエンからの猛烈なラブコールを受けたことで、トヨタ離脱を決意。シトロエンから解雇されたクリス・ミークと入れ替わる形でシトロエンへ移籍した。

### シトロエン

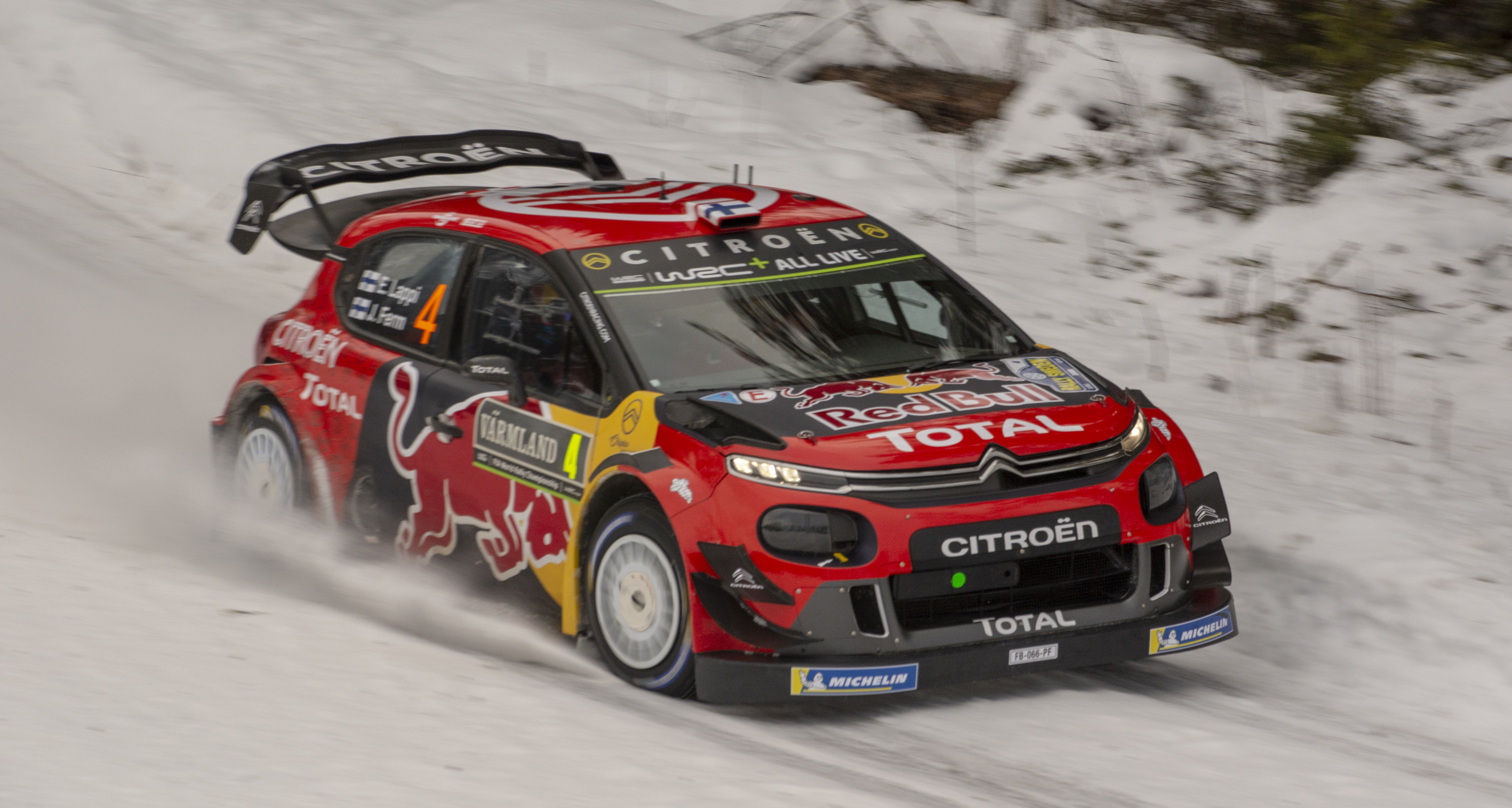
2019年ラリー・モンテカルロ

2019年は6年連続チャンピオンセバスチャン・オジェのチームメイトとしてシトロエンから参戦、なおフィンランド人のシトロエンへの移籍はミッコ・ヒルボネン以来となる。第2戦スウェーデンで2位に入り移籍後初表彰台を達成。しかしスウェーデン以降はなかなか結果を残せず、第5戦アルゼンチンでクラッシュ、第7戦ポルトガルでも転倒し一時スランプに陥ってしまう。チームはシーズン後半に向けマシンのアップデートを投入。これが効いたのか第9戦フィンランドで前年までのチームメイトで優勝したオット・タナクと互角のスピードを見せ2位表彰台に登った。第11戦トルコではチームメイトのオジェを凌ぐ速さで初日に首位を快走し、最終的にはオジェに優勝を譲ったもののそれでも今季3度目の2位に登りシトロエンに4年振りのワンツーフィニッシュをもたらした。しかしトヨタに所属してた前年と違い安定感に欠けポイントの取りこぼしもあり年間ランキングは前年を下回る10位で終わった。
しかしシーズン終了後にシトロエンがWRC撤退を発表。ラッピは一旦シートを失うが、その後すぐにMスポーツと交渉し2020年は同チームから参戦が決まった。

### Mスポーツ・フォード

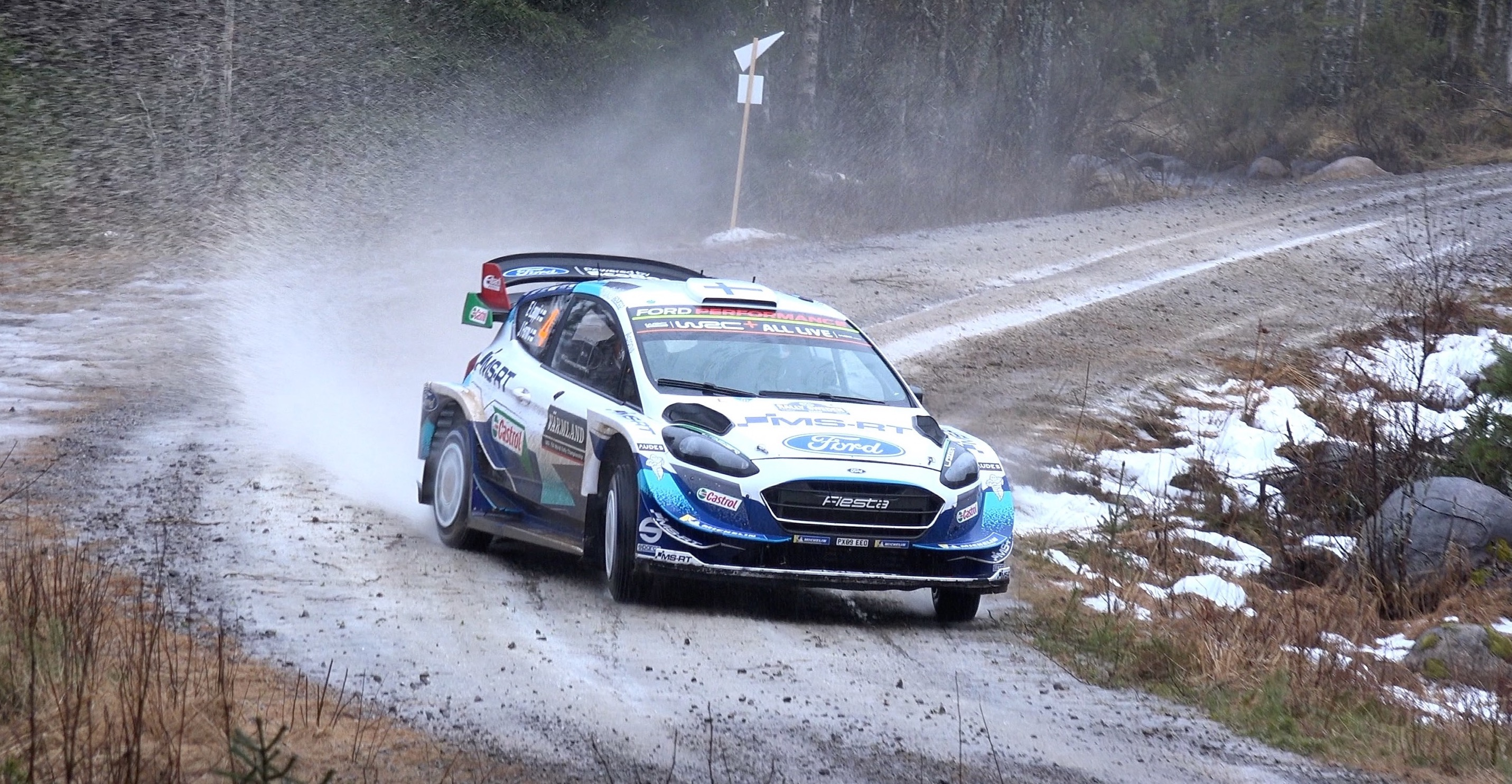
2020年ラリー・スウェーデン

2020年はカート時代から親交があった、同じフィンランド人のテーム・スニネンがチームメイトとなりMスポーツ・フォードから参戦。開幕戦モンテカルロでは序盤マシントラブルで出遅れるも、その後は本来の速さを取り戻し最終的には4位に入った。続くスウェーデンは5位と、チーム力を考えれば開幕2戦はまずまずのスタートを切った。しかしメキシコ終了後新型コロナウイルス感染症によりシーズン中断・再編が行われ全7戦開催へ変更となった。
シーズン再開後はしばらく精彩を欠き苦戦を強いられたが、最終戦初開催のモンツァでは初日にタイヤ選択が的中し一時首位を快走した。第2レグでは難しい路面コンディションに苦しめられ優勝争いからは脱落するが、その後は堅実に走り切り開幕戦以来の4位を獲得した。この年はWRカーで参戦してから初めて表彰台ゼロのシーズンとなったが、メキシコで表彰台を獲得したスニネンを上回る年間ランキング6位で終えた。しかしシーズン終了後、フランス出身の若手ドライバーであるアドリアン・フルモーの加入が決定。スニネンの方が残留となり、ラッピは再びWRカーのレギュラーシートを失うことになった。

### トヨタ復帰

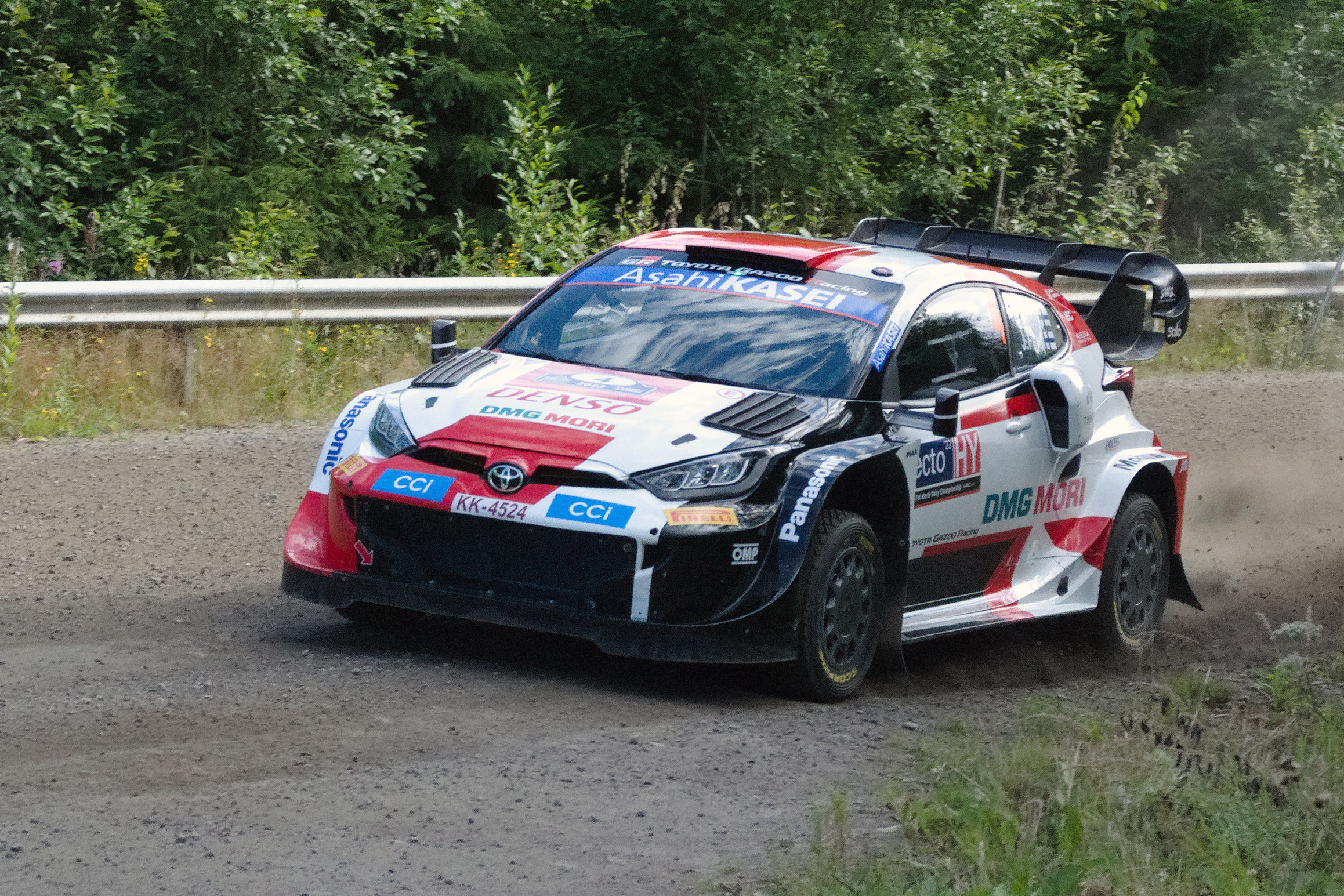
2022年ラリー・フィンランド

2021年はモヴィスポーツからアークティック・ラリーやポルトガルにWRC2へスポット参戦し、ワークスチームと同等のタイムを叩き出すなどの結果を残していく。母国フィンランドでは、トヨタからヤリスWRCをレンタルして総合4位につけた。
ラリー1規定初年度となった2022年はトヨタへの復帰が決定したことを発表。シトロエン時代のチームメイトでもあったオジェと3台目を共有する形での参戦となる。ホームの北欧ラウンドで強さを見せ、スウェーデンとフィンランドで3位表彰台を獲得。またターマックでも、イープル・ラリーで3位表彰台を獲得するなどの活躍で、マニュファクチャラーズ選手権連覇に貢献した。この結果により残留はほぼ確定かに思えたが、レギュラーシートを欲するラッピはオィット・タナックが離脱したヒョンデ陣営からオファーを受け、来季はヒョンデからのフル参戦が発表された。これによりラッピは2010年代以降では珍しい（他はセバスチャン・オジェのみ）、4つの異なるマニュファクチャラーからフル参戦したドライバーとなる。

### ヒョンデ
2023年は3年振りにフル参戦を果たす。開幕戦は精彩を欠き8位、第2戦スウェーデンでは3位につけていたがSS13でスノーバンクにスタックし7位、第3戦メキシコで初日に前年チームメイトのオジェを抑えトップを快走したが、2日目のSS11でクラッシュ、リタイアに終わる。同じヒョンデのチームメイトであったクレイグ・ブリーンが事故死した直後の第4戦ラリー・クロアチアで移籍後初の3位表彰台を獲得した。続くポルトガルでも3位表彰台を獲得、第5戦サルディニアでは2日目のSS10までオジェと激しいトップ争いを繰り広げ、移籍後初優勝が期待されたが、SS11でオジェが脱落したとステージ上で知るとすぐにチャンピオンの可能性があるチームメイトのティエリー・ヌービルにトップを譲り自身はそのまま2位でフィニッシュ、チームの1-2フィニッシュに貢献した。第7戦エストニアでは終盤チームメイトのヌービルと2位争いを展開するも届かず3位に終わった。その後はフィンランド、チリ、セントラル・ヨーロッパではクラッシュでリタイア。アクロポリスで5位、ラリー・ジャパンではポディウム独占のトヨタに次ぐ4位に入った。この年はヌービルと共にダブルエースとして期待されたが、ヌービルはほとんどのラリーで表彰台を獲得したのとは対照的に、ラッピは安定感に欠きマニュファクチャラーズ選手権でトヨタに差をつけられてしまう要因となってしまった。年間ランキングは6位で終えた。
2024年も引き続きヒョンデから参戦するが、タナックのチーム復帰に伴いソルド、5年ぶりに復帰となるアンドレアス・ミケルセンと共に3台目のシートを共有することとなる。ラッピはスノー＆高速グラベル戦に参戦する。初戦のラリー・スウェーデンでは初日にトヨタの勝田貴元と激しいトップ争いを繰り広げ、2日目に勝田がスノーバンクにスタックし脱落するとその後は最終日までペースをコントロールし、初優勝から実に6年半ぶりに通算2勝目を飾った。また前回の優勝から6年204日ぶりの勝利はWRC史上最長のインターバル記録となった。ここから勢いに乗るかと思われたが第3戦サファリでは序盤2位につけるもパンクとトランスミッションのトラブルで12位、ラトビア、チリではリタイア、フィンランドでは43位に終わりヒョンデのサードドライバーの中では唯一勝利を挙げたにも関わらず3人の中で一番下のランキング12位で終わった。

## 戦績

### WRCでの優勝
| # | 年   | 大会                               | 開催国       | コ・ドライバー   | 車                    |
| - | ---- | ---------------------------------- | ------------ | ---------------- | --------------------- |
| 1 | 2017 | ネステオイル・ラリー・フィンランド | フィンランド | ヤンネ・フェルム | トヨタ・ヤリスWRC     |
| 2 | 2024 | ラリー・スウェーデン               | スウェーデン | ヤンネ・フェルム | ヒョンデ・i20 ラリー1 |

### WRCでの年度別成績
| 年     | 所属チーム                          | ランキング | 獲得ポイント | 最高位・回数 | 表彰台回数 |
| ------ | ----------------------------------- | ---------- | ------------ | ------------ | ---------- |
| 2016年 | 個人名義 シュコダ・モータースポーツ | 12位       | 16           | 7位・1回     | 0回        |
| 2017年 | TOYOTA GAZOO Racing WRT             | 11位       | 62           | 優勝・1回    | 1回        |
| 2018年 | TOYOTA GAZOO Racing WRT             | 5位        | 126          | 3位・3回     | 3回        |
| 2019年 | シトロエン・トタルWRT               | 10位       | 83           | 2位・3回     | 3回        |
| 2020年 | Mスポーツ・フォードWRT              | 6位        | 52           | 4位・2回     | 0回        |
| 2021年 | モヴィスポーツ RTE-モータースポーツ | 12位       | 22           | 4位・1回     | 0回        |
| 2022年 | TOYOTA GAZOO Racing WRT             | 9位        | 58           | 3位・3回     | 3回        |
| 2023年 | ヒョンデ・シェル・モービスWRT       | 6位        | 113          | 2位・1回     | 3回        |
| 2024年 | ヒョンデ・シェル・モービスWRT       | 11位*      | 33*          | 1位・1回     | 1回        |

* シーズン進行中
| 年     | チーム                           | マシン                          | 1       | 2      | 3       | 4     | 5       | 6       | 7       | 8       | 9       | 10      | 11      | 12      | 13      | 14    | 順位  | ポイント |
| ------ | -------------------------------- | ------------------------------- | ------- | ------ | ------- | ----- | ------- | ------- | ------- | ------- | ------- | ------- | ------- | ------- | ------- | ----- | ----- | -------- |
| 2017年 | トヨタ・ガズー・レーシングWRT    | トヨタ・ヤリスWRC               | MON     | SWE    | MEX     | FRA   | ARG     | POR 10  | ITA 4   | POL Ret | FIN 1   | GER 21  | ESP Ret | GBR 9   | AUS 6   |       | 11位  | 62       |
| 2018年 | トヨタ・ガズー・レーシングWRT    | トヨタ・ヤリスWRC               | MON 7   | SWE 4  | MEX 11  | FRA 6 | ARG 8   | POR 5   | ITA 3   | FIN Ret | GER 3   | TUR Ret | GBR 3   | ESP 7   | AUS 4   |       | 5位   | 126      |
| 2019年 | シトロエン・ワールドラリーチーム | シトロエン・C3 WRC              | MON Ret | SWE 2  | MEX 13  | FRA 7 | ARG Ret | CHL 6   | POR Ret | ITA 7   | FIN 2   | GER 8   | TUR 2   | GBR 27  | ESP Ret | AUS C | 10位  | 83       |
| 2020年 | Mスポーツ・フォードWRT           | フォード・フィエスタWRC         | MON 4   | SWE 5  | MEX Ret | EST 7 | TUR 6   | ITA Ret | MNZ 4   |         |         |         |         |         |         |       | 6位   | 52       |
| 2021年 | モヴィスポーツ                   | フォルクスワーゲン・ポロ GTI R5 | MON     | ARC 10 | CRO     | POR 7 | ITA     | KEN     | EST     | BEL     | GRE     |         |         |         |         |       | 12位  | 22       |
| 2021年 | RTE-Motorsport                   | トヨタ・ヤリスWRC               |         |        |         |       |         |         |         |         |         | FIN 4   | ESP     | MNZ     |         |       | 12位  | 22       |
| 2022年 | トヨタ・ガズー・レーシングWRT    | トヨタ・GRヤリス ラリー1        | MON     | SWE 3  | CRO 49  | POR   | ITA 44  | KEN     | EST 6   | FIN 3   | BEL 3   | GRE 22  | NZL     | ESP     | JPN     |       | 9位   | 58       |
| 2023年 | ヒョンデ・シェル・モービスWRT    | ヒョンデ・i20 N ラリー1         | MON 8   | SWE 7  | MEX Ret | CRO 3 | POR 3   | ITA 2   | KEN 12  | EST 3   | FIN Ret | GRE 5   | CHL Ret | EUR Ret | JPN 4   |       | 6位   | 113      |
| 2024年 | ヒョンデ・シェル・モービスWRT    | ヒョンデ・i20 N ラリー1         | MON     | SWE 1  | KEN 12  | CRO   | POR     | ITA     | POL     | LAT Ret | FIN 43  | GRE     | CHL Ret | EUR     | JPN     |       | 11位* | 33*      |

## エピソード
- 2019年からの固定ナンバー制度により「4」を選んだ。これは自分の名前の姓にある"A" (Lappi)にひっかけたもの。
- スタート前に手首を高速で回すルーティンがある。
- 小麦粉アレルギーである。
- 初めて覚えた日本語は「生きがい」[11]。なおラトバラも好きな日本語に「生きがい」を挙げている[12]が、関係は不明である。
- 青年の頃ファンとして訪れたF1でヘイキ・コバライネンから帽子にサインを貰った。それから10年以上経った後、二人はトヨタの縁で日本で対談をし、お互いのマシンを交換して体験ドライブしている[13]。コバライネンはカートで鳴らしていた頃からラッピを知っていたという。
- 2018年にトヨタからシトロエンに移籍することが決まった後の、トヨタのタイトル獲得記念Tシャツのイラストでラッピとフェルムはシトロエンのマシンを持って描かれていた。また友山茂樹トヨタ副社長からはフランス語の辞書を贈られるなど、別れは円満なものであった[14]。
- Mスポーツ・フォードとヒョンデでのチームメイトテーム・スニネンもレーシングカート出身で2人はかつてカートで同じチームに所属していた。
- 2020年のラリー・メキシコのSS7のフィニッシュ後マシン後部から火が出ているのが確認されコ・ドライバーのヤンネ・フェルムはマシンを降り、マーシャルによる消火活動が行われたが、すぐ消火されずそれを見たラッピは人のいないエリアに移動すべくマシンを動かした。しかし、森の中に入っても火が収まるどころか大きくなっていき道の中央にマシンを停め飛び降りてからマシンは全焼した。しかしクルーにけがはなく無事だった。

## 外部サイト
- 公式ウェブサイト
- Esapekka Lappi Rally (@EsapekkaLappi) - X（旧Twitter）
- Esapekka Lappi Official  (@esapekkalappiofficial) - Instagram
- Esapekka Lappi's profile (ewrc-results.com)